# Провінціалка (фільм, 1953)
«Провінціалка» (італ. La provinciale) — італійський драматичний фільм 1953 року режисера Маріо Сольдаті, екранізація однойменного твору Альберто Моравіа. Фільм був внесений до списку 100 італійських фільмів, які потрібно зберегти від післявоєнних до вісімдесятих років ХХ століття.

## Сюжет
Франко Ванюцці (Габріеле Ферцетті) та його дружина Джемма (Джина Лоллобриджида) збираються переїжджати до Рима, де він одержав посаду професора в університеті. Та несподівано під час вечері, коли графиня Ельвіра Кочеану  (Альда Манджіні) почала описувати переваги великого міста, Джемма накинулася на неї з ножем. Чому ж це сталося?

## Ролі виконують
- Джина Лоллобриджида — Джемма Форезі
- Габріеле Ферцетті — Франко Ванюцці
- Альда Манджіні[it] — Ельвіра Кочеану
- Франко Інтерленгі — Паоло Сарторі
- Мерилін Буферд[en] — Анна Сарторі

## Нагороди
- 1953 Премія «Срібна стрічка» Італійського національного синдикату кіножурналістів:
  - за найкращу чоловічу роль другого плану[it] — Габріеле Ферцетті
- 1953 Премія «Золотий кубок» (Італія):
  - найкращій акторці — Джина Лоллобриджида[1]